# Chris Thompson
Christopher Hamlet „Chris“ Thompson (* 9. března 1948 Ashford, Anglie) je britský zpěvák a kytarista, známý jako člen skupiny Manfred Mann's Earth Band.
Thompson se narodil ve Velké Británii, vyrůstal ale na Novém Zélandu. Do Anglie se vrátil v roce 1973 a následujícího roku se stal členem kapely Manfred Mann's Earth Band, se kterou vystupoval do roku 1986. Na některých albech vydaných po tomto roce se ale podílel jako hostující zpěvák.
V roce 1983 vydal Thompson první sólové album s názvem Out of the Night. Chris Thompson spolupracoval rovněž s dalšími hudebníky (např. Steve Hackett, Steve Howe, Brian May, Pete Trewavas, Ian Mosley, Bonnie Tylerová, Mike Oldfield, Alan Parsons a další).

## Diskografie

### S Manfred Mann's Earth Band
- The Roaring Silence (1976)
- Watch (1978)
- Angel Station (1979)
- Chance (1980)
- Somewhere in Afrika (1982)
- Budapest Live (1983)
- Criminal Tango (1986)
- Soft Vengeance (1996)
- Mann Alive (1998)
- 2006 (2004)

### Sólově
- Out of the Night (1983)
- Radio Voices (1985)
- High Cost Of Living (1986)
- Beat Of Love (1989)
- The Challenge (Face It) (1989)
- Backtrack 1980-1994 (1999)
- Won't Lie Down (2001)
- Rediscovery (2004)
- Timeline (2005)
- Chris Thompson & Band – One Hot Night in the Cold (Live at the Private Music Club) (2006)
- Do Nothing Till You Hear from Me (2012)
- Toys & Dishes (2014)

### Ostatní spolupráce
- A Week at the Bridge E16 (1978)[1] s Filthy McNasty (později Night)
- Jeff Wayne's Musical Version of The War of the Worlds (1978)[2] s Jeffem Wayneem
- A Single Man (1978) s Eltonem Johnem
- Night (1979) s Night
- Long Distance (1981) s Night
- One Step Closer (1980) s The Doobie Brothers
- Wolf (1981) s Trevorem Rabinem
- All The Right Moves (1983) s Jennifer Warnes
- Push and Shove (1985) Chris Thompson s Hazel O'Connor
- Running the Endless Mile (1986) s Johnem Parrem
- Seeds of Life (1986) s Janem Hammerem
- Whispering Jack (1986)[3] s Johnem Farnhamem
- Robbie Nevil (1986) s Robbie Nevilem
- A Place Like This (1988) s Robbie Nevil
- Love Among the Cannibals (1989) se Starship
- Tabaluga and the Magic Jadestone (1988) s Peterem Maffayem
- Take What You Need (1989) s Robinem Trowerem
- After the War (1989) s Gary Mooreem
- Earth Moving (1989) s Mike Oldfieldem
- Try Anything Once (1993) s Alanem Parsonsem
- Live (1994) s Alanem Parsonsem
- Excalibur featuring Michael Ernst (2003) s Alanem Parsonsem
- Free Spirit (1996) s Bonnie Tyler
- SAS Band (1997) s SAS Band
- The Show (2001) s SAS Band
- Metallic Blue (1998) se Steelhouse Lane
- Slaves of New World (1999) se Steelhouse Lane
- Feedback 86 (2000) se Steve Hackettem
- Redhanded (2001) s Mads Eriksenem
- Rediscovery (2004)[4] s Mads Eriksenem
- Berlin Live & The Aschaffenburg Remains Live at the Colos-Saal (2012) s Mads Eriksenem
- Soulmates (2002) s Leslie Mándokim
- Jazz Cuts (2003) s Leslie Mándokim
- Allstars, "Legends of Rock" (2004) s Leslie Mándokim
- BudaBest (2013) s Leslie Mándokim
- Polarity (2003) s Lava
- Excalibur (2003) s Michaelem Ernstem
- Live (2005) se Siggi Schwarz & The Rock Legends
- Woodstock (2005) se Siggi Schwarz & The Rock Legends
- Soul Classics (2007) se Siggi Schwarz & The Rock Legends
- On My Side (2006) s Rudi Buttasem
- How Can Heaven Love Me (1995) se Sarah Brightman
- I Will Be with You (Where the Lost Ones Go) (Pokémon 10: The Rise of Darkrai) (2007) se Sarah Brightman
- The Phantom of the Opera (Symphony: Live in Vienna) (2008) se Sarah Brightman
- Mitten Ins Herz (2008) s Nicole
- Make Me an Offer (2009) s Lindy Bingham